# Ojt Eltoba
OJT Eltoba (tiếng Ả Rập: عوجة التوبة) là một ngôi làng Syria nằm ở Qalaat al-Madiq Subdistrict ở huyện Al-Suqaylabiyah, Hama. Theo Cục Thống kê Trung ương Syria (CBS), Ojt Eltoba có dân số 540 trong cuộc điều tra dân số năm 2004.